# José Alberto Hurtado Vera
José Alberto Hurtado Vera (Saltillo, Coahuila; 14 de octubre de 1993) es un joven político mexicano, consejero estatal de Morena en Coahuila. Actualmente es diputado en el Congreso de Coahuila.

## Biografía
Alberto Hurtado nació en la ciudad de Saltillo, Coahuila en el año 1993.
Desde 2014 se desempeñó en temas de comunicación, primero con el Instituto Municipal de la Juventud en Saltillo, Coahuila y desde 2015 con el empresario y senador Armando Guadiana Tijerina.
En 2022 fue elegido consejero estatal de Morena y se convirtió en Diputado local por Coahuila en las Elecciones estatales de Coahuila de 2023 por la vía plurinominal, donde preside la comisión de Energía

## Controversias
El 12 de marzo del 2024, Alberto Hurtado comentó en una entrevista la posibilididad de imponer pena de muerte, o en su defecto, la castración química a violadores en el estado de Coahuila. Esto fue criticado por múltiples actores políticos del estado, como el presidente del Tribunal Superior de Justicia de Coahuila, Miguel Mery Ayup, que calificó la propuesta como «ocurrencias» por ir en contra de los derechos humanos. Del mismo modo, Luz Elena Morales, presidenta de la Junta de Gobierno del Congreso de Coahuila, señaló que esta propuesta «no forma parte de la agenda legislativa» del congreso local pues está en contra de la Constitución federal. Asimismo, el diputado local Antonio Attolini, en su condición de vocero de la campaña de Claudia Sheinbaum en Coahuila, expresó en un comunicado su oposición a la propuesta, deslindando de esta manera al partido y a sus candidatos de la propuesta